# تي 15 أرماتا

تي-15 أرماتا هي مركبة قتال مشاة ثقيلة روسية تعتمد على منصة أرماتا، مما يمنحها مستوى غير مسبوق من الحماية والقدرة القتالية. تتميز بتصميم فريد حيث تم نقل المحرك إلى المقدمة لتوفير حماية إضافية للجنود في المقصورة الخلفية، والتي تتسع لـ7-9 أفراد.
مدرعة تي 15 ارماتا بي ام بي، المعروفة صناعيًا باسم "Object 149"، هي مركبة قتال مشاة روسية ثقيلة شوهدت لأول مرة في العلن خلال العرض العسكري لعيد النصر على النازية عام 2015 في الساحة الحمراء بموسكو، حيث ظهرت في البداية ببرج مغطى.
من المتوقع أن تحل تي-15 محل مدرعات بي إم بي-2 ومدرعة إم تي-إل بي، التي لا تزال تعتمد عليها القوات البرية الروسية حتى الآن.

## الخلفية
تم تصور مفهوم مركبة قتال المشاة لأول مرة في الستينيات خلال الحرب الباردة، حيث كان يُتوقع أن تهيمن الدبابات على ساحات المعارك بين دول حلف شمال الأطلسي ودول حلف وارسو. لذلك، كان المشاة بحاجة إلى مركبات تتيح لهم التنقل بسرعة تتماشى مع تقدم القوات المدرعة، مع توفير تسليح مناسب لمواجهة الدبابات وحماية فعالة ضد الرشاشات الثقيلة ونيران المدفعية.
نتج عن ذلك تطوير الاتحاد السوفيتي لمركبات بي إم بي-1 وبي إم بي-2، بينما طورت الولايات المتحدة مركبة أم2 برادلي. ومع ذلك، فإن انتشار الصواريخ المضادة للدبابات الموجهة جعل من غير العملي أو الاقتصادي توفير حماية كاملة لمركبات المشاة ضد هذه التهديدات. بعد الحرب الباردة، تحولت طبيعة المعارك إلى القتال في المناطق الحضرية، كما ظهر في معارك غروزني، حيث باتت خسائر المركبات نتيجة لكمائن المتمردين غير مقبولة. استجابة لذلك، بدأت بعض الدول في تجربة تحويل هياكل الدبابات إلى ناقلات جنود مدرعة.

## تصميم

### الهيكل
تعتمد تي-15 على هيكل دبابة تي-14 أرماتا، ولكن مع نقل المحرك إلى المقدمة لإفساح المجال لمقصورة الركاب في المؤخرة، مما يجعل المحرك بمثابة درع أمامي إضافي. تتسع المركبة لنحو 7 إلى 9 جنود، ويبلغ وزنها حوالي 48 طنًا، ما يجعلها أثقل قليلاً من دبابة تي-90. كما تتميز المركبة بعدة تقنيات متطورة، من بينها نظام رؤية محيطي يعتمد على الكاميرات وأجهزة الاستشعار.

### التسلح
تُجهَّز تي-15 إما ببرج التحكم عن بُعد Bumerang-BM (Epoch) الذي يضم مدفعًا أوتوماتيكيًا 2A42 عيار 30 ملم، ورشاشًا محوريًا PKT عيار 7.62 ملم، بالإضافة إلى أربع قاذفات صواريخ 9 إم 133 كورنيت المضادة للدبابات على كلا الجانبين، أو ببرج AU-220M Baikal الذي يحتوي على مدفع أوتوماتيكي BM-57 عيار 57 ملم وصواريخ 9M120 Ataka المضادة للدبابات.

### التنقل
تعمل تي-15 بمحرك ديزل جديد بقوة 1500 حصان متصل بناقل حركة أوتوماتيكي. وتبلغ سرعتها القصوى ما بين 65-70 كم/ساعة، بينما يصل مداها العملياتي إلى 550 كم. كما تتمتع المركبة بنسبة قوة إلى وزن تفوق 30 حصانًا لكل طن.

### الحماية
مثل تي-14، فإن تي-15 محمي بواسطة الدروع التفاعلية  ونظام الحماية النشطة Afganit ( Russian : Афганит ). في حين أن تي-14 لديها أنابيب إطلاق أفغانيت في قاعدة البرج الخاص بها، فإن تي-15 لديها مجموعة على طول الجوانب العليا من بدنها. ويستخدم أربعة قاذفات طليقة لنشر قنابل الدخان التي تعطل أنظمة التوجيه البصرية وتحت الحمراء، وخمسة أنابيب إطلاق صلبة على رأس الهيكل، مقارنة مع عشر أنابيب من الصلب القاتل تي-14 على البرج الذي يتحول تلقائيا لمواجهة تهديد. تتمتع T-15 «بمستوى غير مسبوق من الحماية للدروع» ، بما في ذلك تحسين الدروع الواقية من الصلب  غير القابل للصدأ والسيراميك المركب وقفص الدروع في المؤخرة. ويزعم أن منتجها الجديد Malakhit (Malachite) ERA يحمي من ATGMs مثل FGM-148 Javelin و Missile Moyenne Portée (MMP) و 120 ملم للدبابات مثل DM53 / DM63 الألماني و M829A3 APFSDS الأمريكية . بالإضافة إلى APS تقتل وقتل الناعمة، يستخدم المطور طلاء خاص يقلل بشكل كبير من توقيع الأشعة تحت الحمراء للمركبة. يتم تعزيز الأرضية بلوحة درع إضافية لحماية الألغام المضادة والحماية ضد العبوات الناسفة، ولديها نظام تشويش لتفجير ألغام مضادة للدبابات يتم التحكم فيها عن طريق الراديو. لدى تي-15 نظام حماية ان بي

## معرض صور

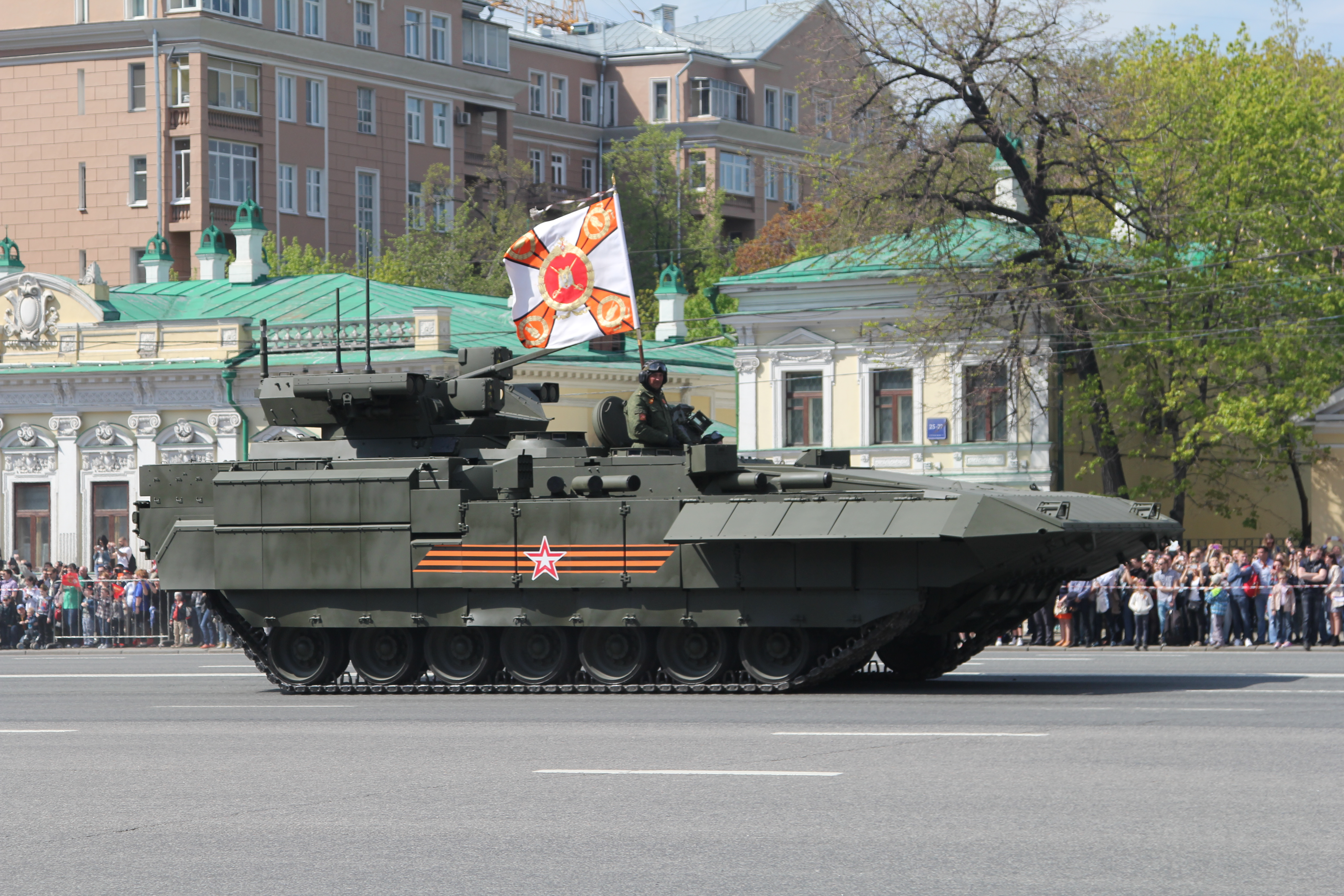
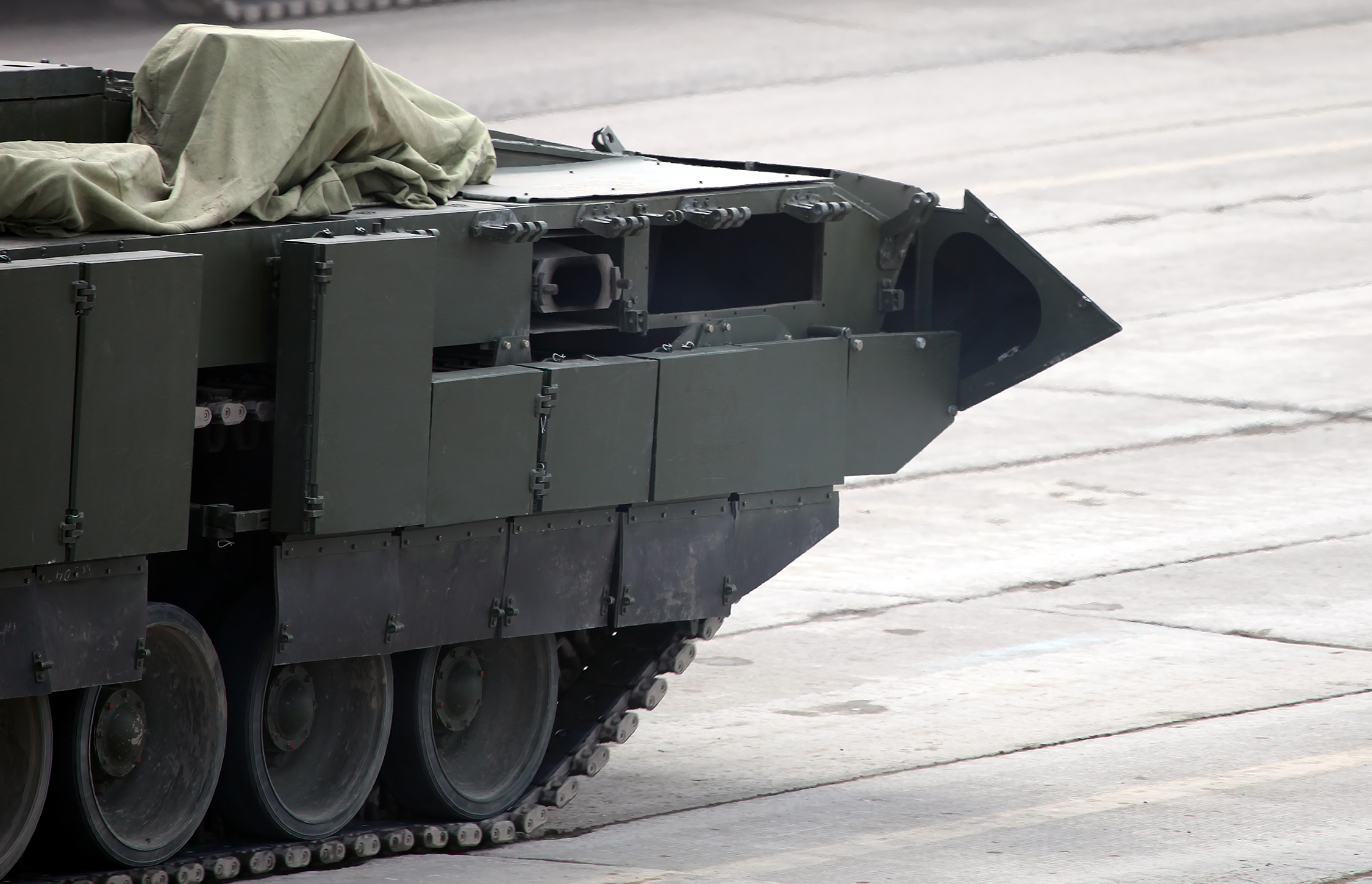
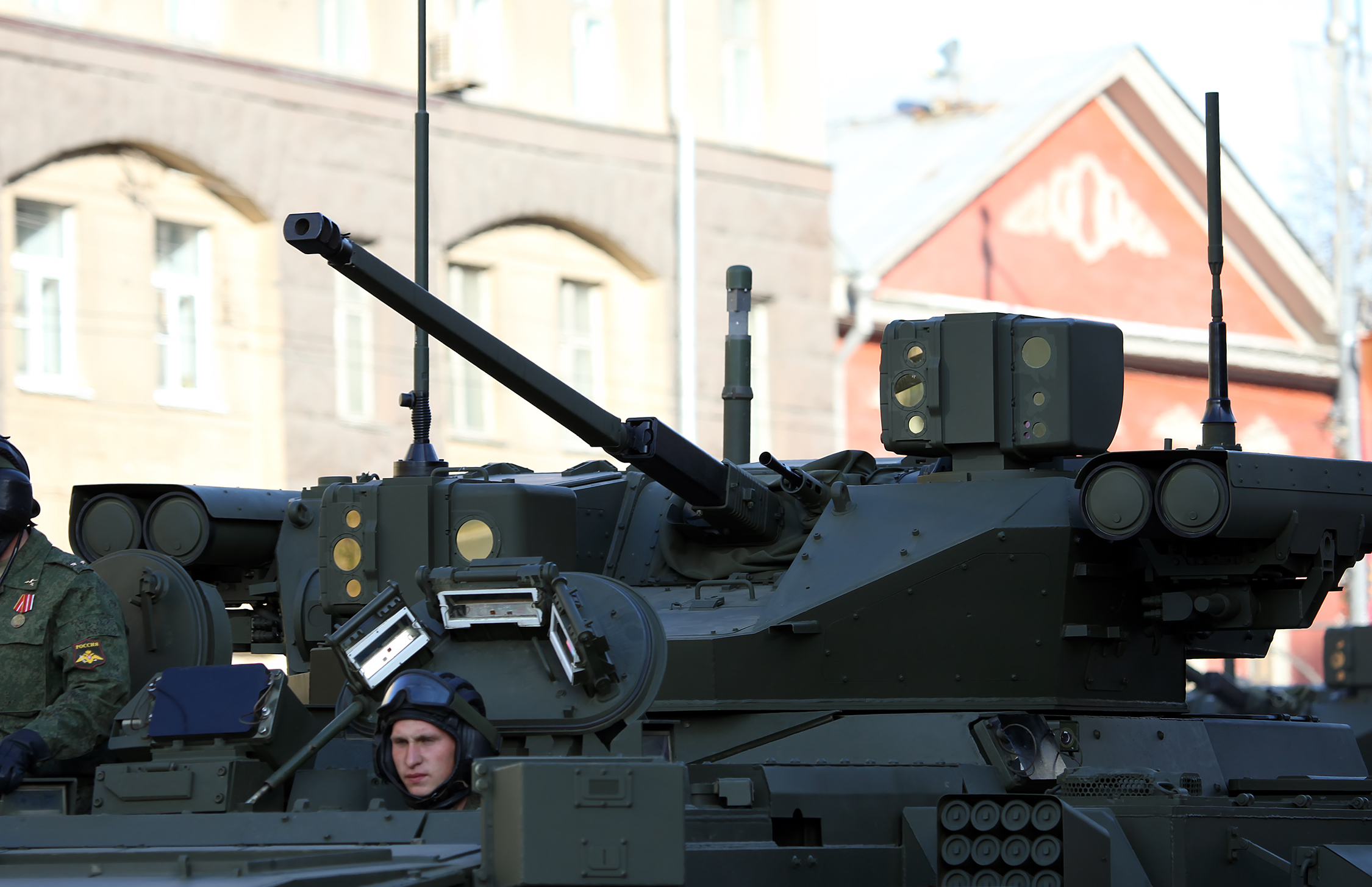
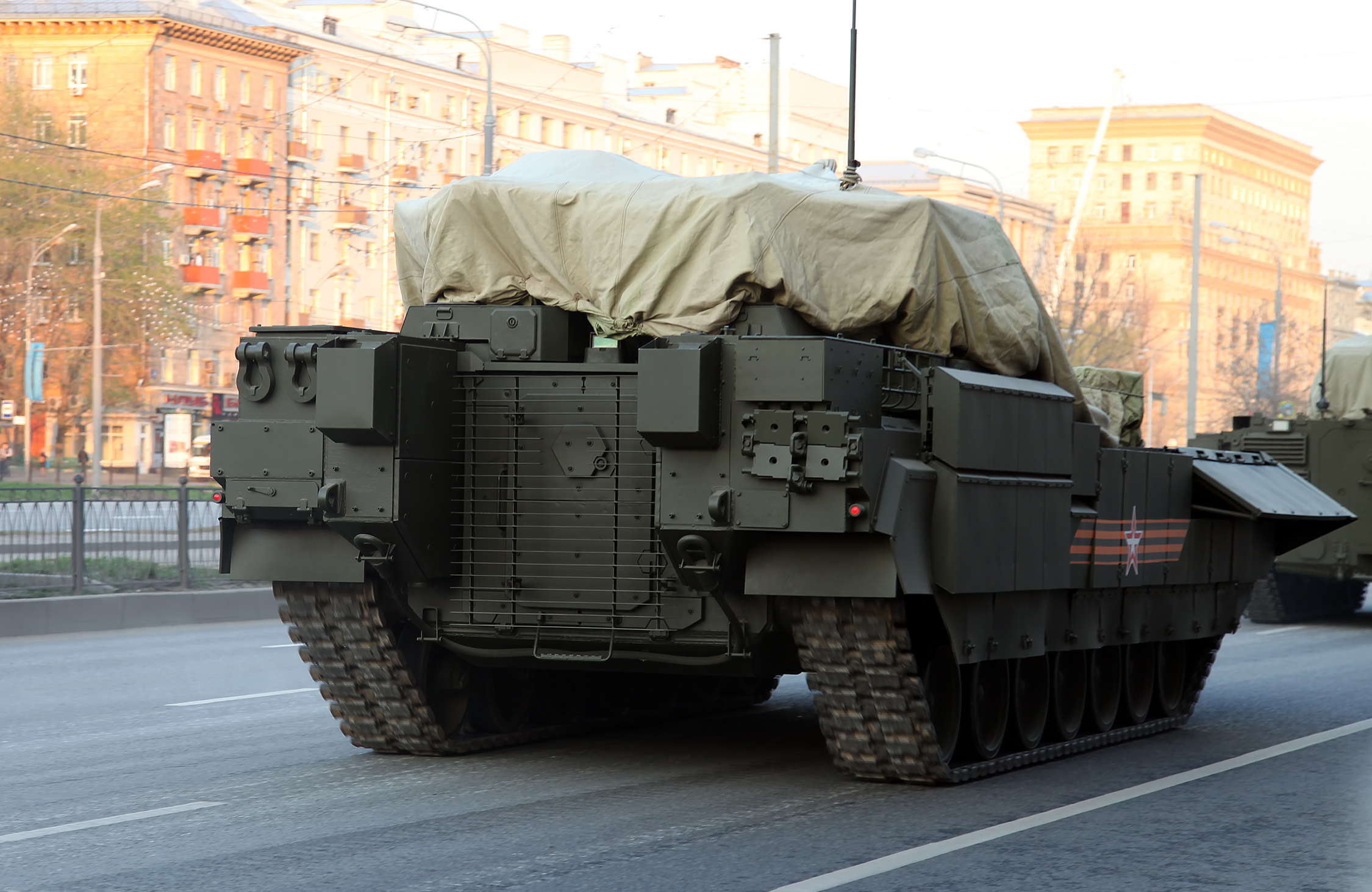
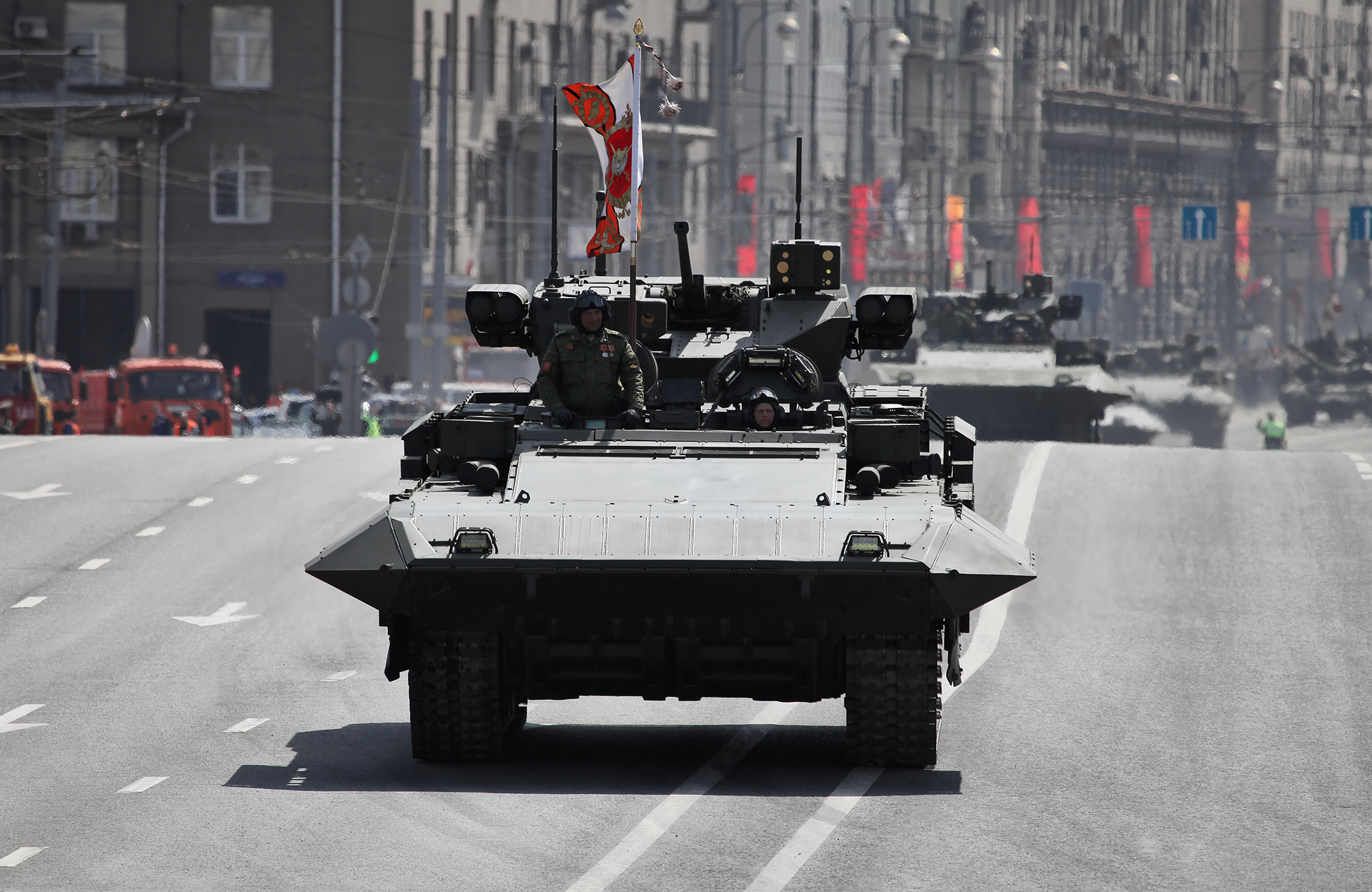

## المشغلون
- روسيا

## مشغلون محتملون
- العراق
- الهند
- إيران